# Belle Starr
Belle Starr, född Myra Belle Shirley 5 februari 1848 i Oklahoma, död 3 februari 1889, var en amerikansk brottsling.  Shirley var häst- och boskapstjuv samt självutnämnd banditdrottning. 

## Biografi
Shirley började umgås med bankrånaren Cole Younger och troligen var han far till hennes dotter Pearl. Senare slog hon sig ihop med bank- och tågrånaren Jim Reed, som blev dödad 1874. Med honom fick hon en son, Edward.
När Reed blev dödad återvände hon till Oklahoma och blev där ledare för en häststöldsliga. Där gifte hon sig med indianen Blue Duck, men gifte sedan om sig med ytterligare en indian, Sam Starr, vars efternamn hon tog. Sam Starr sköts till döds av John Middleton som blev Belles nästkommande man. Även han blev nedskjuten. Belles sjätte och sista make var creekindianen Jim July.
År 1889 blev Belle Starr överrumplad och nedskjuten i ett bakhåll. Hon blev 40 år gammal.

## Belle Starr i kulturen
Belle Starr har gestaltats på film och tv av bl.a. Jane Russell, Gene Tierney, Betty Compson, Isabel Jewell, Marie Windsor, Lynn Bari, Elizabeth Montgomery och Pamela Reed. 1995 utkom seriealbumet Belle Star med Lucky Luke och Starr i huvudrollerna. I Bob Dylans sång Tombstone Blues används Belle Starr som ett exempel på en samhällsfientlig figur:
"The ghost of Belle Starr she hands down her wits To Jezebel the nun she violently knits"